# Fanta Keïta
Fanta Keïta (født 17. oktober 1995) er en kvindelig håndboldspiller fra Senegal. Hun spiller for Aunis Handball og Senegals kvindehåndboldlandshold, som højre back.
Hun deltog ved verdensmesterskabet i håndbold 2019 i Japan.